# Новая Усть-Капша
Новая Усть-Капша — деревня в Ганьковском сельском поселении Тихвинского района Ленинградской области.

## История

Деревня Новая Усть-Капша на карте 1932 года

Согласно карте Ленинградской области Северо-западного аэрогеодезического треста ГГУ издания 1932 года деревня называлась Ново-Устькапша и насчитывала 11 крестьянских дворов.
Согласно административным данным 1933 года деревня в составе Капшинского района Ленинградской области не значилась.
По данным 1966 и 1973 годов деревня Новая Усть-Капша входила в состав Михалевского сельсовета.
По данным 1990 года деревня Новая Усть-Капша входила в состав Ганьковского сельсовета.
В 1997 году в деревне Новая Усть-Капша Ганьковской волости проживали 32 человека, в 2002 году — 25 человек (все русские).
В 2007 году в деревне Новая Усть-Капша Ганьковского СП проживали 11 человек, в 2010 году — 18.

## География
Деревня расположена в центральной части района на автодороге 41А-009 (Лодейное Поле — Тихвин — Чудово).
Расстояние до административного центра поселения — 6 км.
Расстояние до ближайшей железнодорожной станции Тихвин — 34 км.
Деревня находится на правом берегу реки Паша в месте впадения в неё реки Капша.

## Демография
| 2007 | 2010 | 2017 |
| ---- | ---- | ---- |
| 11   | ↗18  | ↘12  |

### Национальный состав
Согласно данным Всероссийской переписи населения 2021 года в деревне проживали 10 человек, все русские.